# Alejandro Peñaranda
Alejandro Peñaranda  (Jamundí, 4 de novembro de 1993 —  Cali, 1 de Junho de 2018) foi um futebolista venezuelano que atuava como atacante.
Peñaranda morreu aos 24 anos, após ser assassinado a tiros durante a madrugada do dia 1 de junho de 2018. No dia de seu assassinato, a Seleção Colombiana realizava um amistoso preparatório para a Copa do Mundo contra o Egito, no qual foi respeitado 1 minuto de silêncio em sua homenagem antes da partida começar.

## Cronologia de Clubes
| Clube             | Ano         |
| ----------------- | ----------- |
| Atlético Nacional | 2013        |
| América de Cali   | 2014 - 2016 |
| Cortuluá          | 2017-2018   |

## Títulos
Atlético Nacional
- Torneo Apertura	- 2013
- Torneo Clausura	- 2013
- Copa Colômbia - 2013

América de Cali
- Primera B - 2016